# Vladimir Kara-Murza
Vladimir Vladimirovich Kara-Murza (em russo:  Влади́мир Влади́мирович Кара́-Мурза́, nascido em 7 de setembro de 1981) é um político da oposição russa e protegido do falecido Boris Nemtsov. Ele atua como vice-presidente da Open Russia, uma ONG fundada pelo empresário russo e ex-oligarca Mikhail Khodorkovsky, que promove a sociedade civil e a democracia na Rússia. Ele foi eleito para o Conselho de Coordenação da Oposição Russa em 2012 e atuou como vice-líder do Partido da Liberdade do Povo de 2015 a 2016. Ele é o autor de dois documentários, They Chose Freedom e Nemtsov. Em 2021, ele atuou como membro sênior do Raoul Wallenberg Center for Human Rights. Ele foi agraciado com o Civil Courage Prize (Prêmio Coragem Civil) em 2018.
Em abril de  2023, foi acusado de  traição e de "espalhar desinformação" sobre os militares russos, e condenado a 25 anos de prisão.

## Juventude, família e educação
Vladimir Vladimirovich Kara-Murza nasceu em Moscou em 7 de setembro de 1981. Ele é filho do jornalista e apresentador de televisão russo Vladimir Alexeyevich Kara-Murza (1959–2019), um crítico aberto de Leonid Brezhnev e um defensor das reformas sob Boris Yeltsin. Seu pai era bisneto do revolucionário letão Voldemārs Bisenieks (1884–1938) e sobrinho do primeiro embaixador da Letônia na Grã-Bretanha, Georgs Bisenieks (1885–1941), ambos baleados pelo NKVD. O agrônomo e editor letão Jānis Bisenieks (1864–1923) era o irmão mais velho.
Kara-Murza é bacharel e mestre em História pela Universidade de Cambridge. Com sua esposa, Yevgenia, ele tem três filhos.

## Trabalho como jornalista, cineasta e autor
Kara-Murza tornou-se jornalista aos 16 anos. Ele trabalhou como correspondente em Londres para uma sucessão de meios de comunicação russos: os jornais Novye Izvestia (1997–2000) e Kommersant (setembro de 2000 a junho de 2003) e a estação de rádio Ekho Moskvy de setembro de 2001 a junho de 2003. Kara-Murza então se tornou brevemente correspondente para assuntos estrangeiros do Kommersant (julho de 2003 a abril de 2004) e correspondente em Washington da BBC (dezembro de 2004 a dezembro de 2005). Em 2002, ele foi editor-chefe da publicação financeira russa Russian Investment Review, com sede em Londres. Em abril de 2004, ele assumiu como chefe do escritório de Washington da rede de televisão RTVi, cargo que ocupou durante os nove anos seguintes. Em 1 de setembro de 2012, ele foi demitido deste trabalho.

### They Chose Freedom, uma série de documentários (2005)
Em 2005, Kara-Murza produziu um documentário de TV em quatro partes, They Chose Freedom, dedicado à história do movimento dissidente soviético. O documentário foi baseado em entrevistas com dissidentes russos, incluindo Vladimir Bukovsky, Yelena Bonner e Sergei Kovalev. Foi ao ar pela primeira vez em outubro de 2005.
Desde então, foi exibido em vários locais na Europa e na América do Norte, com legendas em inglês. Em 24 de março de 2014, Kara-Murza, a jornalista Anne Applebaum e Vladimir Bukovsky participaram de uma discussão após uma exibição do filme em Londres.

### Reforma ou revolução(publicado em 2011)
Em 2011, Kara-Murza publicou seu primeiro livro, Reforma ou Revolução: A Busca por um Governo Responsável na Primeira Duma Russa (publicado apenas em russo), que relata a tentativa malsucedida dos cadetes e do Partido Constitucional Democrata de formar um governo durante a breve existência do primeiro Parlamento Russo, ou Duma, de abril a julho de 1906. Com base no registro parlamentar original de 1906 e nas reportagens de jornais contemporâneos, bem como nas memórias dos participantes dos eventos, o livro foi lançado em Moscou e São Petersburgo.

### Blog "Spotlight on Russia" (desde 2010)
Desde 2010, Kara-Murza escreve um blog semanal, "Spotlight on Russia", para o jornal World Affairs.
No final de 2014 e início de 2015, ele escreveu sobre uma série de tendências antidemocráticas na Rússia. O presidente Vladimir Putin, por exemplo, havia retomado a prática soviética de privar os dissidentes de sua cidadania russa. Como resultado deste e de outros atos, Kara-Murza exortou o Conselho da Europa a não restaurar os direitos de voto da Rússia, suspensos desde a anexação da Crimeia. As equipes SWAT do Kremlin, escreveu ele em dezembro de 2014, estavam interrompendo as reuniões da oposição. A palavra de Putin era, portanto, "sem valor", escreveu Kara-Murza, citando como evidência as falsas declarações feitas pelo presidente russo e suas promessas quebradas.

## Como figura pública
De 1999 a 2001, Kara-Murza foi membro do partido Escolha Democrática da Rússia; de 2001 a 2008 foi membro da União de Forças de Direita. Entre 2000 e 2003, ele atuou como conselheiro do líder da oposição da Duma Estatal, Boris Nemtsov. Ele se opôs a Vladimir Putin desde 2000, apoiando o candidato liberal Grigory Yavlinsky nas eleições presidenciais de 2000.

### Candidato à eleição para a Duma Estatal (2003)
Kara-Murza foi candidata à eleição para o parlamento russo, ou Duma do Estado, na eleição parlamentar de 2003, disputada no distrito de Chertanovsky em Moscou. Sua candidatura foi endossada conjuntamente pela União de Forças de Direita e pelo Yabloko. Durante a campanha, vários métodos desleais foram usados contra Kara-Murza. O candidato do partido governante da Rússia Unida, Vladimir Gruzdev, tentou retirá-lo da votação; a iluminação nos outdoors da campanha de Kara-Murza e o som durante seus debates na televisão foram desligados; e a votação ilegal em carrossel foi descoberta no dia da eleição. O jornalista britânico Andrew Jack chamou o distrito de Chertanovsky no sul de Moscou como um caso de manipulação eleitoral na votação da Rússia de 2003 em seu livro Inside Putin's Russia. De acordo com os resultados oficiais, Gruzdev recebeu 149.069 votos (53,8%); Kara-Murza, 23.800 votos (8,6%); e o candidato do Partido Comunista Sergei Seregin, 18.992 votos (6,9%).

### Bukovsky para presidente, 2007-2008
Em janeiro de 2004, ele co-fundou o Committee 2008, um grupo de oposição guarda-chuva liderado por Boris Nemtsov e Garry Kasparov. Em maio de 2007, Kara-Murza nomeou o veterano ativista de direitos humanos e escritor Vladimir Bukovsky como candidato da oposição democrática à presidência russa nas eleições de 2008. "A oposição precisa de um candidato à presidência - forte, intransigente, decisivo, com autoridade política irrepreensível e, mais importante, moral", dizia a declaração escrita por Kara-Murza em nome do comitê de campanha de Bukovsky. "A Rússia precisa de seu próprio Vaclav Havel, não de um novo sucessor [da KGB]".

### Oposição "extra-sistêmica" da Rússia
Na convenção de fundação do Solidarnost, o movimento democrático unido da Rússia, em dezembro de 2008, Kara-Murza foi eleito para o conselho federal do movimento, ficando em segundo lugar entre 77 candidatos, atrás de Nemtsov. Ele foi reeleito para o conselho do Solidarnost em 2010 e 2013.
Em 2012, ele participou dos protestos de rua em Moscou contra o governo de Putin, as maiores manifestações pró-democracia na Rússia desde 1991.
Em junho de 2012, Kara-Murza foi eleito para o conselho federal do Partido Republicano da Rússia - Partido da Liberdade do Povo, co-presidido por Boris Nemtsov, Mikhail Kasyanov e Vladimir Ryzhkov. Em outubro de 2012, foi eleito para o Conselho de Coordenação da Oposição Russa, ocupando o 21º lugar entre 169 candidatos e recebendo 20.845 votos.

### Open Russia
Kara-Murza é coordenador da Open Russia Foundation, fundada por Mikhail Khodorkovsky. A organização foi criada com o objetivo de promover a sociedade civil e a democracia na Rússia, ao mesmo tempo que rejeitava Putin no poder. Lançada em 2014, a Open Russia tem sido fundamental para educar os cidadãos russos sobre a democracia ocidental, ao mesmo tempo em que coloca grupos de oposição e ativistas em contato com o apoio do Ocidente. Kara-Murza é vice-presidente e dirige o projeto de eleições abertas destinado a promover eleições livres e justas na Rússia; uma tarefa que ele observou é extremamente difícil, dada a capacidade do governo de silenciar a oposição e manipular as eleições. Ele também frequentemente aborda plateias internacionais para promover maior cooperação e discussão entre as nações.

### Carregador do funeral de John McCain
Em abril de 2018, o senador dos Estados Unidos John McCain enviou a Kara-Murza uma mensagem revelando que havia sido diagnosticado com câncer no cérebro e solicitando que Kara-Murza, que havia trabalhado com McCain em questões relacionadas à Rússia desde 2010, servisse como portador do caixão no eventual funeral do senador. Kara-Murza disse mais tarde que ele estava "sem palavras", "com o coração partido" e "quase em lágrimas", e que fazer isso seria "a honra mais comovente que alguém poderia imaginar". McCain morreu em 25 de agosto; Kara-Murza se juntou a quatorze outros escolhidos pelo próprio McCain, incluindo o ex-vice-presidente Joe Biden e o ator Warren Beatty, como portador do caixão no funeral de McCain na Catedral Nacional de Washington em 1o de setembro. A escolha de Kara-Murza por McCain foi descrita pelo jornal Politico como um "ataque final" a Putin, de quem McCain era um crítico vocal, e ao presidente dos EUA, Donald Trump, por sua aparente proximidade com o presidente russo.

## Lei Magnitsky
Como jornalista e figura pública, Kara-Murza desempenhou um papel destacado nos acontecimentos que levaram, em 2012, à aprovação da Lei Magnitsky pelo Congresso dos Estados Unidos.
O projeto de lei foi nomeado em homenagem a Sergei Magnitsky, um advogado de Moscou que descobriu um esquema de fraude fiscal envolvendo vários oficiais russos e que morreu sob custódia desses mesmos oficiais em 2009 depois de ser torturado e ter atendimento médico negado a ele. O objetivo da lei era evitar a emissão de vistos dos EUA para pessoas "responsáveis pela detenção, abuso ou morte de Sergei Magnitsky" (e por "execuções extrajudiciais, tortura ou outras violações graves dos direitos humanos internacionalmente reconhecidos" na Rússia) e para congelar o acesso a quaisquer ativos baseados nos Estados Unidos que essas pessoas possam possuir. A lei também se estendeu para cobrir as autoridades russas envolvidas em atos mais amplos de corrupção e em violações das liberdades civis básicas. Kara-Murza explicou seu apoio à lei dizendo que "A perspectiva de perder o acesso ao Ocidente e seus sistemas financeiros ... pode muito bem ser, por enquanto, o único desincentivo sério à corrupção e às violações dos direitos humanos por parte das autoridades russas".

## Envenenamento

### Envenenamento de 2015
Em 26 de maio de 2015, Kara-Murza adoeceu repentinamente em Moscou durante uma reunião. Ele almoçou em um restaurante e depois teve uma reunião de duas horas, durante a qual não consumiu nada e se sentiu normal, antes de ficar doente por um período de dez a quinze minutos, levando ao vômito. No início, pensaram que ele estava tendo problemas cardíacos, mas o tratamento em uma clínica cardíaca especializada não fez nada para conter os sintomas. Kara-Murza foi então levado para um hospital em Moscou. Os sintomas iniciais indicaram que ele poderia ter sido envenenado, de acordo com os médicos, e mais tarde ele foi diagnosticado com insuficiência renal.
Vindo após o assassinato de seu colega Boris Nemtsov em 27 de fevereiro de 2015, e ciente de outros casos de envenenamento, tanto na Rússia (jornalista e deputado da Duma Yuri Shchekochikhin em 2003, a tentativa de assassinato de Anna Politkovskaya em 2004) e no exterior (Alexander Litvinenko em Outubro de 2006) havia grande preocupação por parte de amigos e familiares. Sua esposa Yevgenia pediu que ele fosse evacuado da Rússia para exame e tratamento no exterior. Em 2 de junho, foi anunciado por um porta-voz do Partido Republicano da Rússia - Partido da Liberdade do Povo que Kara-Murza havia emergido do coma e reconhecido sua esposa, que agora estava ao seu lado. A causa de sua súbita doença permaneceu um mistério, mas em uma entrevista à BBC seu pai comentou: "se alguém queria nos assustar, então eles conseguiram."

### Envenenamento de 2017
Em 2 de fevereiro de 2017, Kara-Murza foi novamente hospitalizado após o início dos mesmos sintomas de sua doença anterior. Ele foi colocado em coma induzido e estava conectado a aparelhos. Ele foi tratado no mesmo hospital pela mesma equipe médica de 2015.  De acordo com seu advogado Vadim Prokhorov, Kara-Murza foi diagnosticado pelo hospital com 'influência tóxica de uma substância desconhecida'. Ele foi liberado em 19 de fevereiro e foi para o exterior para reabilitação. Seu advogado enviou ao Comitê de Investigação Russo um pedido para abrir um processo criminal sobre o suposto envenenamento. Um pedido semelhante após o incidente de 2015 foi rejeitado sem explicação. Suas amostras de sangue foram fornecidas a vários laboratórios, incluindo um afiliado ao FBI. Mas, por razões obscuras, o FBI posteriormente não revelou detalhes de suas investigações sobre a substância que desencadeou a doença de Kara-Murza, com um senador dos EUA sugerindo que ela pode ser "secreta".
Em fevereiro de 2021, uma investigação conjunta da Bellingcat com The Insider e Der Spiegel disse que Kara-Murza foi seguido pela mesma unidade do FSB que supostamente envenenou Alexei Navalny antes de ele adoecer.